# 達斯克盧鄉 (伊爾福夫縣)
44°21′N 25°57′E / 44.350°N 25.950°E
達斯克盧鄉（羅馬尼亞語：Comuna Dascălu, Ilfov），是羅馬尼亞的鄉份，位於該國南部，由伊爾福夫縣負責管轄，面積36平方公里，2007年該鄉份人口2,443，人口密度每平方公里67人。